# Jean de Malabaïla
Jean de Malabaïla ((it) Giovanni Malabaila, † 1380) est un prélat du XIVe siècle, qui est successivement évêque de Trévise (1351–1354), d'Asti (vers 1354) et de Maurienne (1376-1380), sous le nom de Jean II.

## Patronyme
Le patronyme Malabaila est celui d'une famille d'Asti, en Piémont. Il revêt diverses formes dans les sources. L'ouvrage collectif Louis XII en Milanais (2003) indique que ce nom de famille est généralement orthographié « Malebaille » par les Français, durant l'époque moderne. Le titre actuel de l'article, Jean de Malabaïla, reprend le nom du tableau de synthèse paru dans Histoire de Savoie - La Savoie de l'an mil à la Réforme (1984), que l'on retrouve également chez Alexis Billiet (cf. Bibliographie). 
Besson (1759) le nomme Jean II Malabella, le chanoine Anglay (1846), Jean II de Mallabayla et Mugnier (1884), Jean II de Malabaila. On trouve également la forme sans la particule, Jean Malabaila.

## Biographie
Originaire d'Asti, il devient évêque de Trévise,, en 1351, puis d'Asti,, vers 1354 (Angley donne 1355), succédant à un parent, Baldracco Malabaila. Son épiscopat est confronté à certaines tensions avec les princes voisins, notamment le vicomte de Milan ou encore le marquis Frédéric II de Saluces. Le ministre général Marco de Viterbe est appelé à intervenir.
Cette situation pousse le pape Grégoire XI à le transférer motu proprio d'Asti au siège de Maurienne, en 1376, succédant à Amédée V de Savoie-Achaïe,. Il est le premier piémontais installé sur le siège de Maurienne, selon Angley.
Besson semble donc s'être trompé quand il indique que l'évêque « bénit et [sacre] pour abbesse du Betton » Catherine de Vilette, le 27 novembre 1370. 
En 1377, il confirme les privilèges des habitants de Saint-Jean-de-Maurienne,. En 1380, il obtient pour son Église un certain nombre de reliques, notamment une partie du chef de saint Blaise,.
Jean de Malabaïla meurt au cours de l'année 1380, après le mois de janvier. Besson le donne pour vivant jusqu'au 4 janvier 1380.